# Jakub Jankto
Jakub Jankto (Praga, 19 de janeiro de 1996) é um futebolista profissional checo que atua como meia.

## Carreira
Jakub Jankto começou a carreira na Udinese.

## Vida pessoal
No dia 13 de fevereiro de 2023, Jankto fez uma publicação em suas redes sociais por meio de um vídeo se revelando homossexual. O Sparta Praga, seu ex-clube, emitiu comunicado dando apoio ao jogador. Também expressaram apoio a União das Associações Europeias de Futebol (UEFA), a FIFPro, o Getafe (ex-detentor do passe do jogador) e vários outros jogadores, clubes e associações de futebol da Europa.
Jakub é o terceiro jogador profissional em ligas principais a se declarar homossexual. Anteriormente, Josh Cavallo e Jake Daniels haviam revelado publicamente a sexualidade.